# Qualificazioni al campionato mondiale di calcio 1994 - CONMEBOL
Sono elencate di seguito le date e i risultati della zona sudamericana (CONMEBOL) per le qualificazioni al mondiale di calcio del 1994.

## Formula
9 membri FIFA: il Cile fu escluso dalle eliminatorie per USA '94 a causa dello scandalo Rojas, durante una partita tra Brasile e Cile il 3 settembre 1989. Due gruppi di qualificazione per 3,5 posti disponibili per la fase finale:
- Gruppo 1: 4 squadre si affrontano con scontri di andata e ritorno. Si qualifica la prima classificata, mentre la seconda gioca lo spareggio contro la vincente della sfida CONCACAF-OFC.
- Gruppo 2: 5 squadre si affrontano con scontri di andata e ritorno. Si qualificano le prime due classificate.

## Gruppo 1

### Classifica
| Pos. | Squadra   | Pt | G | V | N | P | GF | GS | DR  |
| ---- | --------- | -- | - | - | - | - | -- | -- | --- |
| 1.   | Colombia  | 10 | 6 | 4 | 2 | 0 | 13 | 2  | +11 |
| 2.   | Argentina | 7  | 6 | 3 | 1 | 2 | 7  | 9  | -2  |
| 3.   | Paraguay  | 6  | 6 | 1 | 4 | 1 | 6  | 7  | -1  |
| 4.   | Perù      | 1  | 6 | 0 | 1 | 5 | 4  | 12 | -8  |

Legenda:

         Qualificato direttamente al campionato del mondo 1994.
         Qualificata al play-off interzona 1994 contro la vincente dello spareggio CONCACAF-OFC.
Note:
Due punti a vittoria, uno a pareggio, zero a sconfitta.
Colombia qualificata; Argentina accede allo spareggio intercontinentale contro la vincente della sfida CONCACAF-OFC.

### Risultati
| Barranquilla 1º agosto 1993 | Colombia  | 0 – 0 referto | Paraguay | Estadio Metropolitano Roberto Meléndez (70.000 spett.)\| Arbitro: \| Marsiglia \| |
| Arbitro:                    | Marsiglia |               |          |                                                                                   |

| Arbitro: | Marín |

|  |           |               |
|  | Marcatori | 29’ Batistuta |

| Arbitro: | Rodas |

|  |           |            |
|  | Marcatori | 45’ Rincón |

| Arbitro: | Filippi |

|             |           |                                  |
| Struway 45’ | Marcatori | 15’ 78’ Medina Bello 65’ Redondo |

| Arbitro: | Oliveira |

|                            |           |                  |
| Valenciano 2’ Valencia 52’ | Marcatori | 87’ Medina Bello |

| Arbitro: | Faria |

|                                       |           |                      |
| Alf. Mendoza 14’ Chilavert 28’ (rig.) | Marcatori | 45’ (rig.) Del Solar |

| Arbitro: | Rezende |

|              |           |            |
| Rivarola 54’ | Marcatori | 22’ Rincón |

| Arbitro: | Nieves |

|                                |           |              |
| Batistuta 32’ Medina Bello 37’ | Marcatori | 66’ Palacios |

| Arbitro: | Peña |

|                                                      |           |  |
| Valenciano 30’ Rincón 45’ Ale. Mendoza 66’ Pérez 76’ | Marcatori |  |

| Buenos Aires 29 agosto 1993 | Argentina | 0 – 0 referto | Paraguay | Estadio Monumental (47.000 spett.)\| Arbitro: \| Orellana \| |
| Arbitro:                    | Orellana  |               |          |                                                              |

| Arbitro: | Da Rosa |

|                         |           |                      |
| Muchotrigo 22’ Soto 77’ | Marcatori | 61’ 81’ Alf. Mendoza |

| Arbitro: | Filippi |

|  |           |                                              |
|  | Marcatori | 41’ 74’ Rincón 50’ 75’ Asprilla 85’ Valencia |

## Gruppo 2

### Classifica
| Pos. | Squadra   | Pt | G | V | N | P | GF | GS | DR  |
| ---- | --------- | -- | - | - | - | - | -- | -- | --- |
| 1.   | Brasile   | 12 | 8 | 5 | 2 | 1 | 20 | 4  | +16 |
| 2.   | Bolivia   | 11 | 8 | 5 | 1 | 2 | 22 | 11 | +11 |
| 3.   | Uruguay   | 10 | 8 | 4 | 2 | 2 | 10 | 7  | +3  |
| 4.   | Ecuador   | 5  | 8 | 1 | 3 | 4 | 7  | 7  | 0   |
| 5.   | Venezuela | 2  | 8 | 1 | 0 | 7 | 4  | 34 | -30 |

Legenda:

         Qualificato direttamente al campionato del mondo 1994.
Note:
Due punti a vittoria, uno a pareggio, zero a sconfitta.
Brasile e Bolivia qualificate.

### Risultati
| Arbitro: | Ulloa |

|              |           |                                                       |
| Palencia 14’ | Marcatori | 25’ 39’ 70’ Sánchez 37’ 61’ 68’ Ramallo 64’ Cristaldo |

| Guayaquil 18 luglio 1993 | Ecuador | 0 – 0 referto | Brasile | Estadio Monumental Isidro Romero Carbo (40.000 spett.)\| Arbitro: \| Loustau \| |
| Arbitro:                 | Loustau |               |         |                                                                                 |

| Arbitro: | Escobar |

|                            |           |  |
| Etcheverry 88’ A. Peña 89’ | Marcatori |  |

| Arbitro: | Torres |

|  |           |             |
|  | Marcatori | 59’ Herrera |

| Arbitro: | Pérez |

|            |           |                                                       |
| García 84’ | Marcatori | 34’ (rig.) Raí 70’ 79’ Bebeto 71’ Branco 88’ Palhinha |

| Montevideo 1º agosto 1993 | Uruguay | 0 – 0 referto | Ecuador | Estadio Centenario (45.000 spett.)\| Arbitro: \| Tejada \| |
| Arbitro:                  | Tejada  |               |         |                                                            |

| Arbitro: | Guerrero |

|                                       |           |                 |
| Sánchez 71’ Etcheverry 81’ Melgar 86’ | Marcatori | 90’ Francescoli |

| Arbitro: | Lamolina |

|                                            |           |  |
| Muñoz 23’ E. Hurtado 40’ 50’ 76’ Chalá 60’ | Marcatori |  |

| Arbitro: | Bava |

|             |           |         |
| Fonseca 79’ | Marcatori | 28’ Raí |

| Arbitro: | Silva |

|             |           |  |
| Ramallo 18’ | Marcatori |  |

| Arbitro: | Farina |

|                                                                    |           |  |
| Ramallo 8’ Melgar 58’ 90’ Sánchez 69’ Sandy 75’ Etcheverry 78’ 82’ | Marcatori |  |

| Arbitro: | Torres |

|                      |           |  |
| Bebeto 34’ Dunga 54’ | Marcatori |  |

| Arbitro: | Escobar |

|                                     |           |  |
| Kanapkis 7’ 31’ Cedrés 41’ Sosa 64’ | Marcatori |  |

| Arbitro: | Velásquez |

|                                                                |           |  |
| Raí 12’ Müller 18’ Bebeto 22’ 60’ Branco 36’ Ricardo Gomes 44’ | Marcatori |  |

| Arbitro: | Lamolina |

|                                             |           |  |
| Ricardo Gomes 2’ 89’ Palhinha 29’ Evair 31’ | Marcatori |  |

| Arbitro: | Marín |

|  |           |         |
|  | Marcatori | 9’ Sosa |

| Arbitro: | Chappel |

|                       |           |            |
| García 5’ Morales 47’ | Marcatori | 1’ Noriega |

| Arbitro: | Pérez |

|                                   |           |             |
| Francescoli 3’ (rig.) Fonseca 51’ | Marcatori | 23’ Ramallo |

| Arbitro: | Tejada |

|                 |           |  |
| Romário 72’ 82’ | Marcatori |  |

| Arbitro: | Toro |

|             |           |             |
| Noriega 72’ | Marcatori | 45’ Ramallo |

## Statistiche

### Primati
- Maggior numero di vittorie: Bolivia, Brasile (5)
- Minor numero di sconfitte: Colombia (0)
- Miglior attacco: Bolivia (31 reti fatte)
- Miglior difesa: Colombia (2 reti subite)
- Miglior differenza reti: Brasile (+16)
- Maggior numero di pareggi: Paraguay (4)
- Minor numero di vittorie: Perù (0)
- Maggior numero di sconfitte: Venezuela (7)
- Peggiore attacco: Perù, Venezuela (4 reti fatte)
- Peggior difesa: Venezuela (34 reti subite)
- Peggior differenza reti: Venezuela (-30)
- Partita con più reti: Venezuela-Bolivia 1-7

### Classifica marcatori
7 gol
- Luis Ramallo

5 gol
- Erwin Sánchez
- Bebeto
- Freddy Rincón

4 gol
- Ramón Medina Bello
- Marco Etcheverry

3 gol
- José Milton Melgar
- Raí
- Ricardo Gomes
- Eduardo Hurtado
- Alfredo Mendoza

2 gol
- Gabriel Batistuta
- Branco
- Palhinha
- Romário
- Faustino Asprilla
- Adolfo Valencia
- Iván Valenciano
- Raúl Noriega
- Daniel Fonseca
- Enzo Francescoli
- Rubén Sosa
- Juan García

1 gol
- Fernando Redondo
- Luis Cristaldo
- Álvaro Peña
- Marco Sandy
- Dunga
- Evair
- Müller
- Alexis Mendoza
- Wilson Pérez
- Cléber Chalá
- Carlos Muñoz
- José Luis Chilavert
- Catalino Rivarola
- Estanislao Struway
- José Del Solar
- Darío Muchotrigo
- Roberto Palacios
- Jorge Soto
- Gabriel Cedrés
- José Herrera
- Fernando Kanapkis
- Luis Morales
- Oswaldo Palencia